# Lillsjön (Forserums socken, Småland)
Lillsjön är en sjö i Nässjö kommun i Småland och ingår i Motala ströms huvudavrinningsområde. Sjön har en area på 0,0644 kvadratkilometer och ligger 284 meter över havet.

## Delavrinningsområde
Lillsjön ingår i det delavrinningsområde (640718-141814) som SMHI kallar för Mynnar i Motala Ström. Medelhöjden är 269 meter över havet och ytan är 55,43 kvadratkilometer. Det finns inga delavrinningsområden uppströms utan avrinningsområdet är högsta punkten. Lillån som avvattnar avrinningsområdet har biflödesordning 2, vilket innebär att vattnet flödar genom totalt 2 vattendrag innan det når havet efter 236 kilometer. Delavrinningsområdet består mestadels av skog (50 procent), öppen mark (15 procent) och jordbruk (27 procent). Avrinningsområdet har 0,34 kvadratkilometer vattenytor vilket ger det en sjöprocent på 0,6 procent. Bebyggelsen i området täcker en yta av 1,83 kvadratkilometer eller 3 procent av avrinningsområdet.